# Funny Boy (film, 1987)
Pour les articles homonymes, voir Funny Boy.
Pour plus de détails, voir Fiche technique et Distribution.
Funny Boy est un film français réalisé par Christian Le Hémonet, sorti en 1987.

## Synopsis
Fils d'une famille bourgeoise, un jeune homme fait tout pour cacher aux siens qu'il est chanteur travesti dans un cabaret.

## Fiche technique
- Titre : Funny Boy
- Réalisation : Christian Le Hémonet
- Scénario : Christian Le Hémonet et Gérard Lecaillon
- Production : Alain Sarde et Philippe Guez
- Musique : Philippe Sarde
- Photographie : Jean Rozenbaum
- Montage : Ariane Boeglin et Luce Grunenwaldt
- Décors : Thierry Flamand
- Costumes : Olga Berluti
- Pays d'origine :  France
- Format : Couleurs
- Genre : Comedie dramatique
- Durée : 90 minutes
- Date de sortie : 1987

## Distribution
- Gérard Lecaillon : Micky
- Valérie Mairesse : Flo
- Anaïs Jeanneret : Marianne
- Sacha Briquet : Norman
- Jean-Pierre Kalfon : Aboulkian
- Gérard Rinaldi : Lambros
- Emmanuelle Riva : la mère
- Catherine Erhardy : Dany
- Gaëlle Legrand : Gaby
- Annouck Dupont : Chloé
- Brenda Kane : Britt
- Agnès Blanchot : Pamela
- Anouchka Roïtman : Gina
- Jacques Herlin : Poum
- Macha Béranger : Claude
- Manuel Bonnet : François-Eric
- Murray Melvin : Norman
- Edmund Purdom : Samuel
- Delphine Rich : Catherine
- Jacques Galland : le père
- Jean-Yves Chatelais
- Jacques Bouanich : Pierre
- Salvatore Ingoglia